# Hyalobathra porphyroxantha
Hyalobathra porphyroxantha là một loài bướm đêm trong họ Crambidae.